# 日本漫畫雜誌
日本漫畫雜誌（日语：日本の漫画雑誌），主要以「讀者對象」和「出版頻率」分類。以「讀者對像」分類，可分為：少年漫畫、少女漫畫、青年漫畫、男性漫畫、女性漫畫等；以「出版頻率」分類，可分類：週刊、雙週刊、月2回刊（每月出版2期，但日期不定）、月刊、雙月刊、季刊等。
以下以「讀者對像」分類列出日本漫畫雜誌，並附以日語原文、出版社、創刊年、出版頻率等資訊。

## 男孩漫畫
以下列出以男孩為讀者對像（日语：男子児童向け）的日本漫畫雜誌。
正式漫畫雜誌
- 快樂龍（日语：コロコロコミック，小學館，1977年－，月刊），2007年銷量第五的「男孩和少年類」雜誌[參⁠ 1]
  - （未有譯名）（日语：コロコロイチバン!，小學館，2005年－，雙月刊）
- 別冊快樂龍（日语：別冊コロコロコミック，小學館，1981年－，雙月刊）
- PreComic BUNBUN（日语：プレコミックブンブン，白楊社，2003年－，月刊）

內有大量漫畫的學生雜誌
- 小學館之學習雜誌（日语：小学館の学習雑誌，小學館，1922年－，出版頻率不詳）
- Chagurin（日语：ちゃぐりん，家之光協會，1961年－，出版頻率不詳）
- Keroro Land（日语：ケロロランド，角川書店，雙月刊）

## 少年漫畫
以下列出以少年為讀者對像（日语：少年向け）的日本漫畫雜誌。

### 週刊
- 週刊少年Sunday（日语：週刊少年サンデー，小學館，1959年－），2007年銷量第四的「男孩和少年類」雜誌[參⁠ 1]
  - 少年Sunday特別增刊R（日语：少年サンデー特別増刊R，1994年－，不定期出版）
  - 週刊少年Sunday超（日语：週刊少年サンデー超，1995年－，隔月刊）
- 週刊少年Magazine（日语：週刊少年マガジン，講談社，1959年－），2007年銷量第二的「男孩和少年類」雜誌[參⁠ 1]
  - Magazine SPECIAL（日语：マガジンSPECIAL，1983年－）
  - Magazine Dragon（日语：マガジンドラゴン，2007年－）
- 週刊少年Jump（日语：週刊少年ジャンプ，集英社，1968年－），2007年銷量第一的「男孩和少年類」雜誌[參⁠ 1]
  - 週刊少年Jump的增刊號（日语：週刊少年ジャンプの増刊号，1996年－，每年3期）
- 週刊少年Champion（日语：週刊少年チャンピオン，秋田書店，1969年－）

### 月刊或其他
無註明者皆屬月刊。
- 月刊少年Magazine（日语：月刊少年マガジン，講談社，1974年－），2007年銷量第三的「男孩和少年類」雜誌[參⁠ 1]
  - Magazine GREAT（日语：マガジンGREAT，1993年－）
- 別冊少年Magazine（日语：別冊少年マガジン，講談社，2009年－）
- 月刊少年天狼星（日语：月刊少年シリウス，講談社，2005年－）
- 月刊少年Rival（日语：月刊少年ライバル，講談社，2008年－2014年）
- 月刊Comic REX（日语：月刊Comic REX，講談社&一迅社，2005年－）
- 月刊少年Champion（日语：月刊少年チャンピオン，秋田書店，1970年－）
  - 別冊少年Champion（日语：別冊少年チャンピオン，2012年－）
- 月刊少年Sunday（日语：ゲッサン、月刊少年サンデー，小學館，2009年－）
- 月刊Sunday Gene-X（日语：月刊サンデージェネックス、月刊サンデーGX，小學館，2000年－）
- 月刊少年GANGAN（日语：月刊少年ガンガン，Square Enix，1991年－）
  - GANGAN POWERED（日语：ガンガンPOWERED，2001年－，雙月刊）
- 月刊GFantasy（日语：月刊Gファンタジー，Square Enix，1993年－）
- 月刊GANGAN WING（日语：月刊ガンガンWING，Square Enix，1996年－）
- 月刊GANGAN JOKER（日语：月刊ガンガンJOKER，Square Enix，2009年－）
- Jump Square（日语：ジャンプスクエア，集英社，2007年－）
- 月刊Comic電擊大王（日语：月刊コミック電撃大王，KADOKAWA，1994年－）
  - 電擊萌王（日语：電擊萌王，2002年－，雙周刊）
- 月刊少年Ace（日语：月刊少年エース，KADOKAWA，1994年－2015年）
  - Ace Assault（日语：エースアサルト，2007年－，季刊）
- 月刊Dragon Age（日语：月刊ドラゴンエイジ，KADOKAWA，2003年－）
  - Dragon Age Pure（日语：ドラゴンエイジピュア，2006年－，雙月刊）

## 青年漫畫
以下列出以青年為讀者對像（日语：青年向け）的日本漫畫雜誌。
- 週刊Young Jump（日语：週刊ヤングジャンプ，集英社，1979年－），2007年銷量第二的「青年和男性類」雜誌[參⁠ 1]
  - 漫太郎（日语：漫太郎，2006年－，每年1回）
  - 月刊Young Jump（日语：月刊ヤングジャンプ，2008年－）
- Big Comic Original（日语：ビッグコミックオリジナ，小學館，1972年－，月2回刊），2007年銷量第三的「青年和男性類」雜誌[參⁠ 1]
- Big Comic Spirits（日语：ビッグコミックスピリッツ，小學館，1980年－）
  - YS Special（日语：YSスペシャル，2008年－）
- 週刊Young Magazine（日语：週刊ヤングマガジン，講談社，1980年－），2007年銷量第一的「青年和男性類」雜誌[參⁠ 1]
  - 別冊Young Magazine（日语：別冊ヤングマガジン，1999年－，雙月刊）
- Super Jump（日语：スーパージャンプ，集英社，1986年－）
  - Oh Super Jump（日语：オースーパージャンプ，1996年－，雙月刊）
- Young King（日语：ヤングキング，少年畫報社，1987年－）
- Young Champion（日语：ヤングチャンピオン，秋田書店，1988年－）
  - Young Champion烈（日语：ヤングチャンピオン烈，2006年－，雙月刊）
  - Young Champion漢（日语：ヤングチャンピオン漢，2008年－）
- Young Animal（日语：ヤングアニマル，白泉社，1992年－）
  - Young Animal嵐（日语：ヤングアニマル嵐，2000年－）
  - Young Animal增刊（日语：ヤングアニマル増刊あいらんど，2004年－）不定期刊
- Young GANGAN（日语：ヤングガンガン，Square Enix，2004年－）
  - 增刊Young GANGAN（日语：増刊ヤングガンガン，2007年－）不定期刊
- 月刊Young King（日语：月刊ヤングキング，少年畫報社，2006年－）
- Comic Marble（日语：コミックマーブル，竹書房，2007年－，季刊），《近代麻雀》的增刊